# SNV (carattere)
L'SNV è un carattere tipografico senza grazie, creato nel 1972 su incarico dell'omonimo ente e disegnato dal VSS.
Venne utilizzato fino al 2003 sulla segnaletica stradale svizzera (poi sostituito dal carattere ASTRA-Frutiger); è tuttora in uso in Belgio, Bosnia ed Erzegovina, Bulgaria, Croazia, Kosovo, Lussemburgo, Macedonia del Nord, Montenegro, Romania, Serbia e Slovenia.